# Henry Patrice Dillon

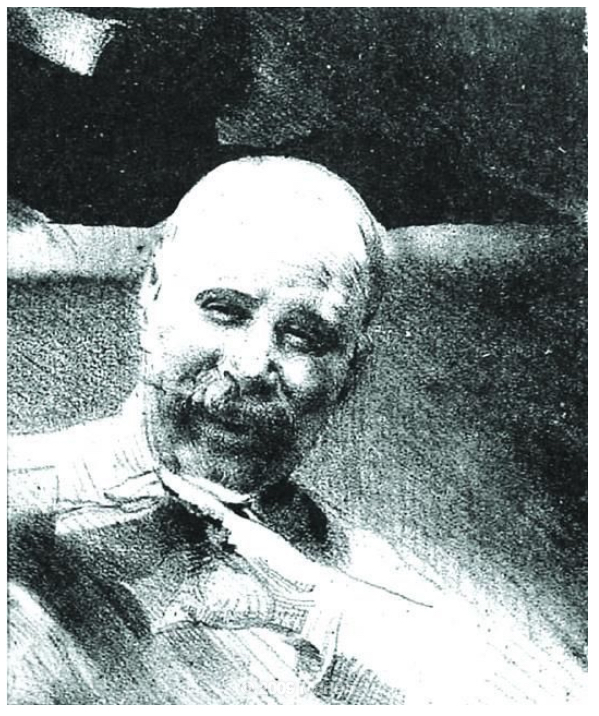
Selbstbildnis

Henry Patrice Dillon (* 28. November 1850 oder 1851 in San Francisco; † 16. Mai 1909 in Paris) war ein französischer Maler und Lithograf aus den Vereinigten Staaten von Amerika, der in Paris lebte und arbeitete.

## Leben
Henry (oder Henri) Patrice Dillon wurde im französischen Konsulat in San Francisco geboren. Sein Vater William Guillaume Patrice Dillon war der Konsul von Frankreich, seine Mutter hieß Jeanne Amica, geb. Anderson. Kurzfristig wollte der Sohn ebenfalls die Diplomatenlaufbahn einschlagen, doch in den 1870er Jahren entschied er sich anders. Er zog nach Paris und wurde 1873 Schüler im Atelier des Malers Isidore Pils; später wechselte er zu Emile Auguste Carolus-Duran. Weitere Lehrer Dillons waren José Frappa, Alexandre Cabanel und Henri Lehmann. 
Mit deren Hilfe wurde Dillon 1876 erstmals zur großen jährlich stattfindenden Ausstellung des Salon de Paris zugelassen; weitere Ausstellungsbeteiligungen dort sind für 1890 und 1892 nachgewiesen. Durch diese Erfolge wurde man auch in seiner Heimat auf ihn aufmerksam und 1884 fand dann auch eine erfolgreiche Werkschau in der National Academy of Design (New York). 
1888 erschien im Verlag Calmann Lévy in Paris eine Ausgabe der Herminie des Autors Alexandre Dumas, die als Vorzugsausgabe in einer Auflage von 25 Exemplaren mit 22 Aquarellen von Dillon ausgestattet war. An der Weltausstellung von 1900 beteiligte er sich mit der Lithografie La Claque. 
Dillon, der neben Lithografien auch Ölgemälde schuf, wählte Sujets wie Kaffeehäuser, Zirkus, Ballett und Konzerthallen wie Toulouse-Lautrec und andere Zeitgenossen, konzentrierte sich aber auf das Geheimnisvolle seiner Szenerien und arbeitete insbesondere mit Schattenwirkungen. Er wurde Vizepräsident der Gemeinschaft der Lithografen und 1896 oder 1898 auch Ritter der Ehrenlegion.
Paul Jouve, mit dessen Vater Auguste Jouve Dillon befreundet war, lernte bei ihm das Lithografieren.
Henry Patrice Dillon, der mit einer Frau namens Pauline verheiratet war und keine Kinder hatte, starb nach schwerer Krankheit in der Nr. 2 rue Ambroise Paré. 2007 erschien ein – noch unvollständiger – Katalog seiner Werke von Maryvonne Lépinoy-Guégan, 2009 seine Biografie von derselben Autorin.

## Werke in öffentlichen Sammlungen
Das Brooklyn Museum besitzt die Darstellung eines Mandolinenspielers aus dem Jahr 1893 von Henry Patrice Dillon. Eine Polichinelle aus dem Jahr 1898 befindet sich im Minneapolis Institute of Arts, La politique im Museum von Louviers.

## Ausstellungen jüngeren Datums
2009 wurde eine Einzelausstellung mit Werken Dillons im Musée de la Tour Prisonnière in Cusset veranstaltet.

## Bilder

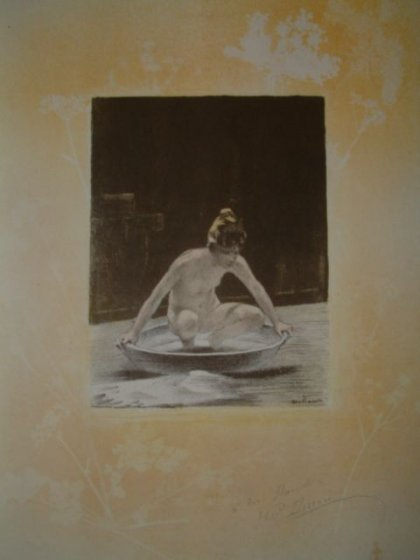
Das Bad
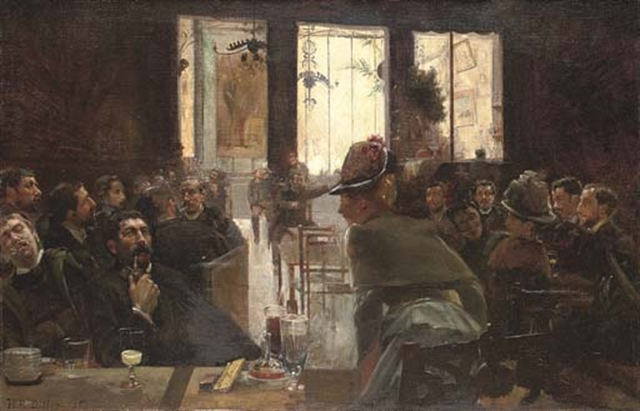
Die Brasserie (1886)
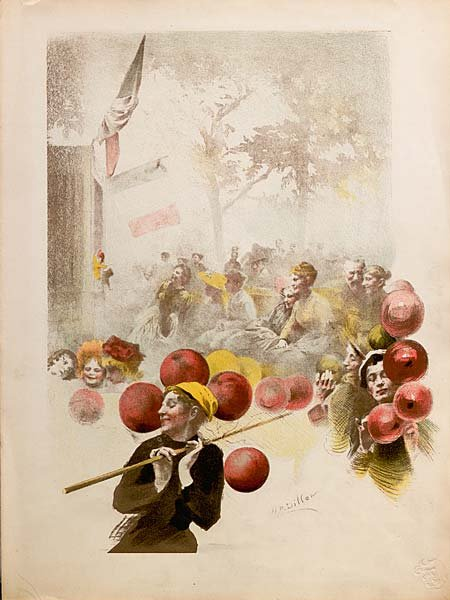
Junge mit Ballons
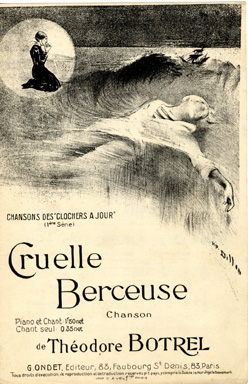
Illustration zu einem Notenheft